# Sitki (Silésie)
Pour les articles homonymes, voir Sitki.
Sitki est une localité polonaise de la gmina de Boronów, située dans le powiat de Lubliniec en voïvodie de Silésie.